# Go Girl (Ciara)
Go Girl è una canzone cantata dalla cantante statunitense Ciara, pubblicata come primo singolo dal suo terzo album, Fantasy Ride.
Alla canzone partecipa il cantante T-Pain, che inoltre la produce. La canzone è stata scritta dalla stessa Ciara e Faheem Najm. L'11 agosto 2008 la demo della canzone è entrata in rete, con il nome di Hood Girl. Nella demo erano presenti le parti limitate cantate da T-Pain, e in più la voce della ragazza demo. Il 3 settembre, invece, l'intera canzone è entrata nelle reti internet e nei siti di musica. La canzone è stata pubblicata nelle radio americane il 2 settembre, e in formato CD il 4.

## Video musicale
Il video di "Go Girl" è stato lanciato martedì 7 ottobre in anteprima mondiale durante la trasmissione "Access Garanted" dell'emittente americana BET.
La parte iniziale riproduce delle interferenze e delle sfocature, al termine delle quali appare Ciara con una parrucca nera nei panni di una segretaria. T-Pain durante il proprio primo verso all'inizio della canzone appare appoggiato ad un muro mentre canta. La telecamera si sposta poi su Ciara, che esegue diverse coreografie con delle ballerine vestiti uguali a lei tranne che per il colore della parrucca, che per loro è bianco. La cantante poi sale su un ascensore, dal quale esce cantando e ballando vestita in stile futuristico. Al termine del secondo verso di T-Pain è presente una piccola modifica della canzone che fa parte della versione estesa del cd promozionale. Ciara si trova in sella a una moto, dopodiché c'è una parte molto simile a quella del video delle Pussycat Dolls, When I Grow Up con lei e alcune ballerine che ballano per qualche secondo su dei ponteggi. Il video termina con la canzone che sfuma e con Ciara che riappare con i vari costumi indossati sorridendo. La particolarità di questo video è che i due cantanti non vengono mai ripresi insieme.

## Tracce
CD Promozionale
1. Go Girl (Radio Edit)
2. Go Girl (Clean)
3. Go Girl (Main Version)
4. Go Girl (Instrumental)
5. Go Girl (Acapella)

## Classifiche
| Classifica (2008)                | Posizione |
| Billboard Hot R&B/Hip Hop tracks | 26        |
| Billboard Hot 100                | 78        |